# Žofie Braniborská z Hohenzollernu
Žofie Braniborská z Hohenzollernu (14. prosince 1541 Berlín – 27. června 1564 Český Krumlov) byla druhou ženou Viléma z Rožmberka a zároveň dcerou Jáchyma II. Braniborského a Hedviky Jagellonské.
Svatební smlouva byla sepsána 7. července 1561 a Vilém se v ní zavázal respektovat Žofiino luteránství a Žofie se jménem svým i jménem případného potomstva vzdala nároků na vládu v Braniborsku, pokud nevymře celý její rod. Svatba proběhla v Berlíně 14. prosince 1561. Žofie zemřela bezdětná po dvou a půl letech manželství ve svých třiadvaceti letech a je pohřbená v rodinné rožmberské hrobce v cisterciáckém opatství ve Vyšším Brodě. Společně s Vilémem a jeho první chotí je zobrazena na votivním obraze v třeboňském kostele sv. Jiljí malovaném roku 1568 Tobiášem Elsem.